# Teatro Flaiano
Le teatro Flaiano est un théâtre situé dans le rione Pigna à Rome.

## Histoire
Inauguré en novembre 1928 sous le nom de Teatro dei Fanciulli par le cavalier Gioacchino Flamini, président du club Savoy, il est dirigé par son épouse à partir de 1934. Les spectacles qui y furent joués s'intitulaient Cendrillon, Le Petit Chaperon rouge, Le Chat botté ou La Princesse Bergère.
En 1944, il change de nom pour devenir le Teatro Arlecchino, lieu de rencontre d'artistes et d'intellectuels tels qu'Anna Magnani, Valentina Cortese, Luchino Visconti, Vittorio Caprioli, Gianrico Tedeschi, Bice Valori, Monica Vitti, Valeria Moriconi, Gianni Agus et Raffaele Pisu. Après une période de routine, c'est Aldo Fabrizi qui lui a donné une nouvelle vie et une nouvelle allure.
En 1969, il devient le Teatro Ennio Flaiano (en hommage à l'écrivain de Pescara Ennio Flaiano qui y représentait son « théâtre de poche », avec d'autres intellectuels de l'époque). En 1990, la gestion du théâtre passe du Teatro di Roma au Teatro e Società en la personne de Pietro Mezzasoma, qui le restructure complètement et le gère jusqu'en 1996, année où la direction artistique est confiée à Maurizio Costanzo. Au cours de ces années, des artistes tels que Valeria Moriconi, Anna Proclemer, Glauco Mauri, Ottavia Piccolo, Paolo Poli, Piera Degli Esposti, Sandro Massimini, Maurizio Micheli, Lucia Poli, Giorgio Albertazzi, Franco Graziosi, Leopoldo Mastelloni se sont succédé.
En 1997, il est repris par le Pro.s.i.t. de Gabriella Callea, qui en a confié la direction artistique à Rossana Siclari. Au cours de ces années, le théâtre a tenté de trouver sa propre voie et sa propre physionomie pour se distinguer, y compris au niveau des productions, en adoptant une série d'initiatives telles que le projet Piccola lirica (de grands opéras célèbres réduits à une heure et demie, joués avec des chanteurs, de la musique en direct, des décors et des costumes), auréolé d'une grande reconnaissance de la part de la critique et du public. La gestion privée, bien que plus problématique, permet un choix judicieux des lieux, accueillant surtout des acteurs amateurs et des spectacles non conventionnels, en mettant l'accent sur la dramaturgie contemporaine qui aborde avec ironie les grands classiques ou des situations originales et universelles.
Parmi ceux qui se sont produits au cours des dernières saisons, figurent la troupe Donati-Olesen, les inventions de Stefano Benni avec Lucia Poli, prodigue de portraits caustiques de la littérature féminine de tous les temps, les manières superstitieuses d'un musicien comme Sergio Cammariere, la poésie d'Yves Lebreton, le masque « tofanesca » de Pino Strabioli, la pure drôlerie de la comédie musicale Nunsense de la Compagnia della Rancia de Saverio Marconi, la grâce de l'acteur Quince dans le rôle de Marlene Dietrich et Ennio Flaiano lui-même interprété par Roberto Antonelli dans le spectacle-hommage Forse col tempo conoscendoci peggio, écrit par Gianna Volpi avec Rosetta Flaiano, mis en scène par Rossana Siclari et récompensé en 2002 par un remerciement du Président de la République, Carlo Azeglio Ciampi. Depuis la saison 2018/2019, le directeur artistique est Antonello Avallone.